# Martina Treusch
Martina Treusch (* 5. Oktober 1972 in Erbach) ist eine deutsche Filmemacherin. Sie lebt und arbeitet als freie Autorin für Film und Fernsehen in Berlin.

## Filmographie
Als Autorin und Regisseurin:
- Kulturlandschaften: Spreewald (Dokumentation)[1]
- 2010 NaturNah (TV-Serie), 2 Episoden:
  - Wildnis im Schatten des Tourismus (2010)
  - Wildnis zwischen Bahngleisen – Ein Paradies für Überlebenskünstler (2010)
- Das Geheimnis der Zugvögel (2011). Als Autorin und Regisseurin dokumentierte Treusch den Frühjahrszug in Israel. Dort passieren viele Millionen Zugvögel die Landbrücke zwischen Afrika, Asien und Europa. Entlang des Großen Afrikanischen Grabenbruchs ziehen Störche, Flamingos, Pelikane, Greif- und Singvögel aus ihren afrikanischen Überwinterungsgebieten nach Norden. Im Süden Israels ist ihr erster großer Rastplatz nach dem erschöpfenden Nonstop-Flug über die Wüsten Afrikas. Reusch dokumentiert unter anderem die Arbeit des Ornithologen Yossi Leshem, einem Pionier der Vogelschlag-Forschung. Er entwickelte ein effektives Frühwarnsystem für den Vogelzug.

Als Co-Autorin für die Natursequenzen:
- Drei Farben Grün (2012)